# Choi Da-bin
Choi Da-bin (최다빈?; Seul, 19 gennaio 2000) è una pattinatrice artistica su ghiaccio sudcoreana medaglia d'oro ai Giochi asiatici di Sapporo 2017.

## Biografia
Nel 2014 ha partecipato ai Mondiali juniores piazzandosi sesta, mentre l'anno successivo è giunta nona nella stessa competizione. A partire dalla stagione 2015-16 ha iniziato a competere a livello senior, prendendo parte ai Campionati dei Quattro continenti di Taipei 2016 (8º posto) e poi ai Mondiali di Boston 2016 dove si è piazzata quattordicesima.
Chiamata a rimpiazzare l'infortunata Park So-youn ai Giochi asiatici di Sapporo 2017, Choi Da-bin, con 187.54 punti totali, ha vinto la prima medaglia d'oro nel pattinaggio di figura per la Corea del Sud nella storia dei Giochi posizionandosi davanti alla cinese Li Zijun (175.60 punti) e la kazaka Elizabet Tursynbayeva (terza con 175.04 punti).
Insieme all'altra sudcoreana Kim Ha-nul, gareggia nel singolo alle Olimpiadi casalinghe di Pyeongchang 2018 classificandosi settima. Ha pattinato anche nel programma corto della gara a squadre guadagnando la sesta posizione.
Nel gennaio del 2025 Choi ha annunciato il ritiro dall'attività agonistica.

## Palmarès
GP: Grand Prix; CS: Challenger Series; JGP: Junior Grand Prix
| Internazionali                                                                             | Internazionali | Internazionali | Internazionali | Internazionali | Internazionali | Internazionali | Internazionali | Internazionali | Internazionali | Internazionali |
| Evento                                                                                     | 2013–14        | 2014–15        | 2015–16        | 2016–17        | 2017–18        | 2018–19        | 2019–20        | 2022–23        | 2023-24        | 2024-25        |
| ------------------------------------------------------------------------------------------ | -------------- | -------------- | -------------- | -------------- | -------------- | -------------- | -------------- | -------------- | -------------- | -------------- |
| Giochi olimpici invernali                                                                  |                |                |                |                | 7°             |                |                |                |                |                |
| Campionati mondiali                                                                        |                |                | 14°            | 10°            | R              |                |                |                |                |                |
| Campionati dei Quattro continenti                                                          |                |                | 8°             | 5°             | 4°             |                |                |                |                |                |
| GP Skate America                                                                           |                |                |                |                | R              |                |                |                |                |                |
| GP Skate Canada                                                                            |                |                |                | 7°             |                | R              |                |                |                |                |
| GP Cup of China                                                                            |                |                |                |                | 9°             |                |                |                |                |                |
| GP NHK Trophy                                                                              |                |                |                | 9°             |                | R              |                |                |                |                |
| CS Autumn Classic International                                                            |                |                |                |                |                |                |                |                | 5°             |                |
| CS Denis Ten Memorial                                                                      |                |                |                |                |                |                |                | 3°             | 2°             |                |
| CS Finlandia Trophy                                                                        |                |                |                |                | 9°             |                |                |                |                |                |
| CS Ice Challenge                                                                           |                |                |                |                |                |                |                | 18°            |                |                |
| CS Nebelhorn Trophy                                                                        |                |                |                |                |                |                | 7°             |                |                |                |
| CS Ondrej Nepela Trophy                                                                    |                |                |                | 4°             | 4°             | R              |                |                |                |                |
| CS Tallinn Trophy                                                                          |                |                | 8°             |                |                |                |                |                |                |                |
| CS U.S. Classic                                                                            |                |                |                | 4°             |                |                |                |                |                |                |
| CS Warsaw Cup                                                                              |                |                |                |                |                |                | 12°            |                |                |                |
| Giochi asiatici invernali                                                                  |                |                |                | 1°             |                |                |                |                |                |                |
| Asian Trophy                                                                               |                |                |                | 2°             |                |                |                |                |                |                |
| Denis Ten Memorial                                                                         |                |                |                |                |                |                | 4°             |                |                |                |
| Universiadi                                                                                |                |                |                |                |                |                |                | 6°             |                | 11°            |
| Internazionali: Junior                                                                     |                |                |                |                |                |                |                |                |                |                |
| Campionati mondiali                                                                        | 6°             | 9°             |                |                |                |                |                |                |                |                |
| JGP Austria                                                                                |                |                | 3°             |                |                |                |                |                |                |                |
| JGP Bielorussia                                                                            | 4°             |                |                |                |                |                |                |                |                |                |
| JGP Francia                                                                                |                | 5°             |                |                |                |                |                |                |                |                |
| JGP Giappone                                                                               |                | 4°             |                |                |                |                |                |                |                |                |
| JGP Lettonia                                                                               |                |                | 3°             |                |                |                |                |                |                |                |
| JGP Messico                                                                                | 5°             |                |                |                |                |                |                |                |                |                |
| Asian Trophy                                                                               | 3°             | 2°             |                |                |                |                |                |                |                |                |
| Triglav Trophy                                                                             |                | 1°             |                |                |                |                |                |                |                |                |
| Nazionali                                                                                  |                |                |                |                |                |                |                |                |                |                |
| Campionati sudcoreani                                                                      | 4°             | 2°             | 2°             | 4°             | 2°             |                | R              | 14°            | 13°            |                |
| Eventi a squadre                                                                           |                |                |                |                |                |                |                |                |                |                |
| Giochi olimpici invernali                                                                  |                |                |                |                | 9° S 6° P      |                |                |                |                |                |
| J = Categoria juniores; R = Ritirata S = Risultato della squadra; P = Risultato personale. |                |                |                |                |                |                |                |                |                |                |